# شهرستان بونی (آرکانزاس)
شهرستان بونی، آرکانزاس (به انگلیسی: Boone County, Arkansas) شهرستانی در ایالات متحده آمریکا است که در آرکانزاس واقع شده‌است.

## خصوصیات
شهرستان بونی ۱٬۵۵۹٫۱۸ کیلومترمربع مساحت دارد.